# Dreyse-Denkmal Sömmerda

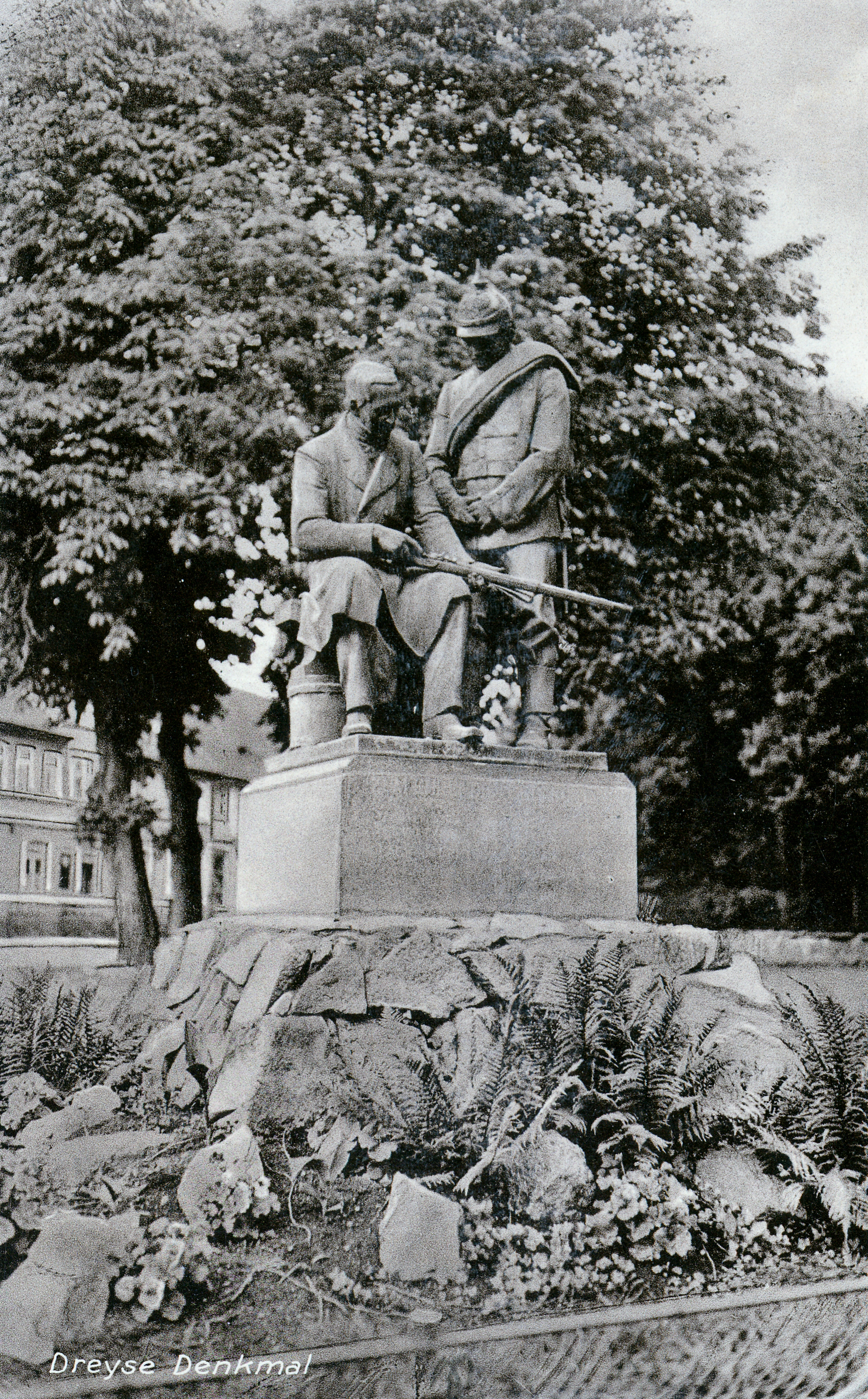
Zeitgenössische Ansichtskarte vom Denkmal

Das Dreyse-Denkmal in Sömmerda wurde auf dem Marktplatz zu Ehren des Erfinders des Zündnadelgewehres Johann Nikolaus von Dreyse errichtet und am 20. November 1909 enthüllt. Gleichzeitig erinnerte das Denkmal nach seiner Sockelinschrift an die siegreichen Kämpfer der Einigungskriege von 1864, 1866 und 1870/71. Es wird daher auch als Dreyse-Kriegerdenkmal bezeichnet. Erhalten sind lediglich der Sockel des Denkmals und der Kopf der Figur von Dreyses.

## Beschreibung

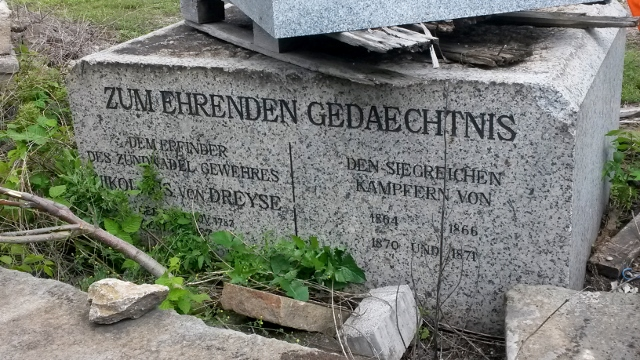
Sockelvorderseite

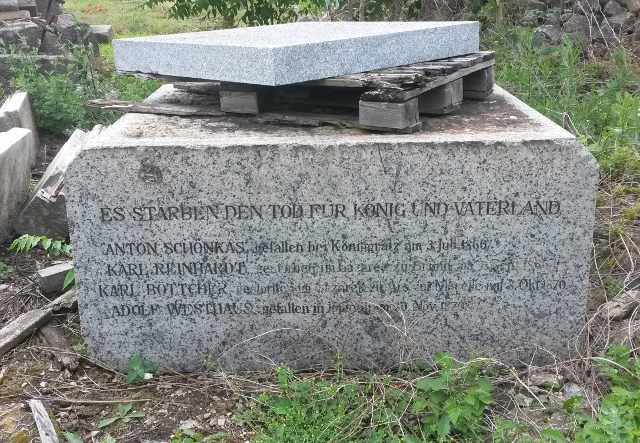
Sockelrückseite

Das Denkmal zeigte ein für ein Denkmal relativ seltenes Doppelstandbild. Der auf einem teilweise mit einem Lederschurz bedeckten Amboss sitzende Nikolaus von Dreyse erklärt einem neben ihm stehenden, feldmarschmäßig ausgerüsteten Soldaten seine Erfindung, das Zündnadelgewehr. Die Gruppe steht auf einem relativ flachen quaderförmigen Sockel aus geschliffenem grauen Granit. Das Ganze wiederum auf einem Unterbau aus gemauerten Feldsteinen. Das Doppelstandbild hatte eine Höhe von etwas mehr als zwei Meter bei einer Gesamthöhe von etwa viereinhalb Metern.

## Geschichte
Die Geschichte des Denkmals reicht etwa zehn Jahre nach der Reichsgründung von 1871 zurück. In patriotischem Überschwang nach dem militärischen Sieg über Frankreich wurden den Opfern der drei Einigungskriege von 1864, 1866 und 1870/71 in zahlreichen Orten Denkmäler errichtet, meist als Sieges- oder Kriegerdenkmäler bezeichnet. Auch in Sömmerda startete der örtliche Kriegerverein 1883 eine solche Initiative, die jedoch ohne Erfolg blieb, da es nicht gelang, die notwendige Finanzierung abzusichern. Ein weiterer Versuch, in der Stadt ein Kriegerdenkmal für die vier Gefallenen und etwa 200 Kriegsteilnehmer zu errichten scheiterte 1894.
Als im benachbarten Dorf Leubingen 1906 ein solches Denkmal errichtet worden war, nahm man in Sömmerda das Projekt wieder auf. Die Gedenkfeier an die Schlacht von Sedan bot den Anlass, erste Spenden für das Projekt zu sammeln. Bereits zwei Jahre zuvor, am 3. März 1904, hatte sich in Berlin eine Initiative zur Errichtung eines Dreyse-Denkmals gebildet, die zeitnah den Kontakt zur Belegschaft der ehemaligen Dreyse-Werke Sömmerda suchte. Auf Initiative von Bürgermeister Enzmann versammelten sich ein Jahr später am 25. August 1907 Honoratioren der Stadt zur Gründung eines Denkmalskomitees, zu dessen Vorsitzenden Enzmann gewählt wurde. Schnell nahm man eine alte Idee wieder auf, das Kriegerdenkmal mit einer Ehrung für Nikolaus von Dreyse zu verbinden, der die Stadt durch seine Waffenfabrik bekannt gemacht hatte. Dies brachte auch die Möglichkeit, sich an die vermögende Familie von Dreyse mit der Bitte um finanzielle Unterstützung zu wenden. Diese stellte die Summe von 15.000 Mark zu den Gesamtkosten von etwa 20.000 Mark zur Verfügung, die städtischen Behörden und der Kreisausschuss bewilligten 2.000 bzw. 1.000 Mark, der Rest wurde durch zahlreiche Einzelspenden aufgebracht.
Ohne einen offenen Wettbewerb auszuschreiben, beauftragte das Denkmalskomitee im August 1908 den Bildhauer Wilhelm Wandschneider mit der Erstellung von drei unterschiedlichen Vorschlägen. Man entschied sich für ein Doppelstandbild. Nachdem ein Modell fertiggestellt war, konnte es ab dem 2. Dezember 1908 in Sömmerda öffentlich besichtigt werden. Das große Gussmodell war am 17. September 1909 fertiggestellt. Der Guss erfolgte in der Kunstgießerei Lauchhammer.

## Enthüllung

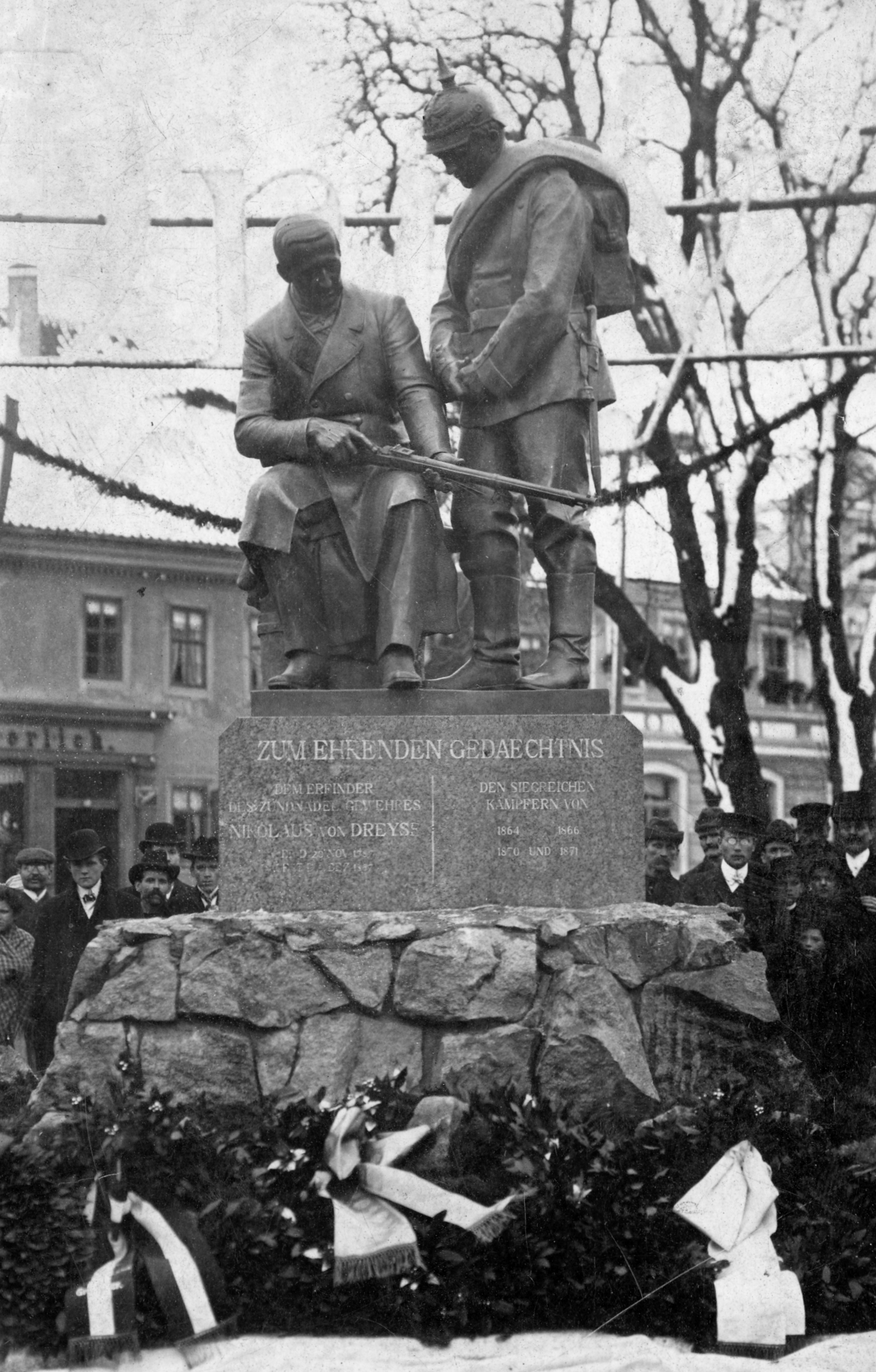
Enthüllung 1909

Zu den Feierlichkeiten in der festlich beflaggten Stadt fanden sich zahlreiche Gäste ein, darunter Mitglieder der Familie von Dreyse und der Bildhauer Wandschneider. Ehrengast war der Vertreter des Kaisers Reinhard von Scheffer-Boyadel als kommandierender General des XI. Armee-Korps. Die Enthüllung fand beim Spiel  der Militärkapelle des Thüringischen Infanterie-Regiment Nr. 71 statt.

## Verbleib
Das Denkmal überstand den Zweiten Weltkrieg unbeschadet und wurde auch nicht im Rahmen der Metallspende des deutschen Volkes eingeschmolzen. Bereits kurz nach Kriegsende 1945 forderte der örtliche antifaschistische Ausschuss die Entfernung des Denkmals. Grundlage für die nun folgende Entscheidung wurde die am 31. Mai 1946 veröffentlichte Direktive Nr. 30 des Alliierten Kontrollrats über den Umgang mit faschistischen und militaristischen Denkmälern, Sammlungen etc. Obwohl darin alle vor dem 1. August 1914 errichteten Monumente ausdrücklich ausgeschlossen waren, beriefen sich die Befürworter der Entfernung und Zerstörung des Dreyse-Denkmals auf die Direktive. Am 10. Januar 1947 bekam der Bürgermeister vom sowjetischen Stadtkommandanten schließlich den Befehl zur Zerstörung.
Die Figurengruppe wurde daraufhin demontiert und zunächst auf dem Werksgelände von Rheinmetall-Borsig abgedeckt gelagert. Es gab keine Kapazitäten für die sofortige Einschmelzung. Ein geschichtsbewusster Mitarbeiter versuchte überdies die Einschmelzung zu verhindern, man zerlegte jedoch die Figuren in Teile und vergrub sie in einer stillgelegten Kiesgrube auf dem Werksgelände. Bei Bauarbeiten fanden Arbeiter 1985 die beiden Köpfe. Nachdem am nächsten Morgen die Interessengemeinschaft Stadtgeschichte Sömmerda verständigt war, fand man zur Sicherstellung nur noch den Kopf von Dreyses vor, der sich heute im Museum der Stadt befindet, der Kopf des Soldaten bleibt bis heute unter unbekannten Umständen verschwunden.
Den Sockel des Denkmals hatte man 1947 in den Garten der damaligen Mittelschule verbracht. Ohne Veränderung der Gestaltung, also mit den Inschriften, fand der Sockel Jahre später Verwendung als Unterbau zu einem Thälmanndenkmal.
1990 regten Sömmerdaer Heimatfreunde die Rekonstruktion, bzw. Wiedererrichtung des Dreyse-Denkmals an. Es scheiterte am öffentlichen Interesse und der Finanzierung. Zur Hundertjahrfeier der Denkmalsweihe am 20. November 2009 fand in Anwesenheit von Nachkommen der Familie von Dreyse ein Gedenken an das Denkmal und seine dargestellte Hauptperson Nikolaus von Dreyse statt. Eigens dazu wurde der Sockel mit seinen Inschriften – das Thälmann-Denkmal gab es schon lange nicht mehr – wieder hergerichtet und provisorisch auf dem Marktplatz aufgestellt. In Aussicht genommen war auch ein neuer öffentlicher Standort für diesen Rest des einstigen Geschichtsdenkmals, jedoch bis zum gegenwärtigen Zeitpunkt nicht realisiert. Der Sockel ruht seit 2017 zwischen alten Baumaterialien auf dem Lagerplatz des städtischen Bauhofes.

## Repliken

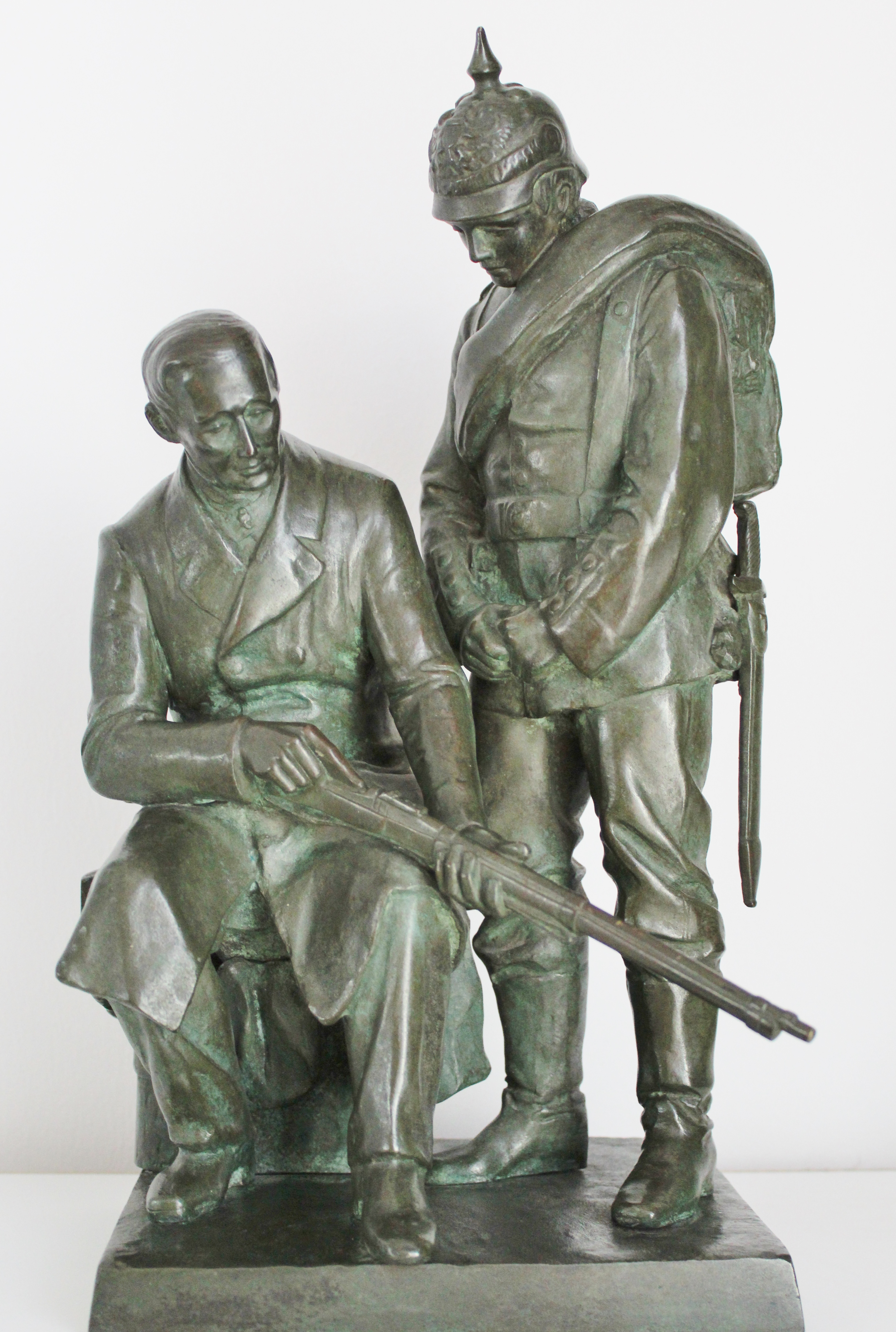
Replik (Burgmuseum Plau am See)

Vom Dreyse-Denkmal gibt es Repliken in kleinem Format. Wahrscheinlich bereits in Zusammenhang mit der Enthüllung des Denkmals 1909 entstand ein ohne Sockel 37 cm hoher bronzener Abguss des kleinen Modells, der der Familie Dreyse überreicht worden ist. Der zugehörige Sockel trägt die Widmung: Zum / ehrenden Gedächtnis. / Johann / Nikolaus von Dreyse / Erfinder des / Zündnadelgewehrs / * 20. Nov. 1787 † 9. Dez. 1867. Dieses ansonsten unsignierte Exemplar ist 2009 zusammen mit weiteren Dokumenten und Exponaten aus dem Nachlass der Familie der Stadt für das Museum übereignet worden.
Einem Zeitungsartikel der Sömmerdaer Zeitung vom 16. November 1912 zufolge sind weitere Verkleinerungen in Bronzeguss nach einem eigens von Bildhauer Wandschneider neu angefertigten Modell als Offiziersgeschenke des Infanterie-Korps der Infanterie-Schießschule Spandau für aus dem Dienst scheidende Offiziere verliehen worden. Eine genaue Anzahl lässt sich nicht angeben. Ein ohne Sockel erhaltenes und mit dem Künstlernamen signiertes Exemplar konnte der Sömmerdaer Heimat- und Geschichtsverein e. V. 1997 aus dem Kunsthandel erwerben. Ein weiteres ist nachweislich 2011/12 im Antiquitätenhandel in den USA verkauft worden. Seit 2018 ist ein Exemplar in der Wandschneider-Ausstellung im Burgmuseum Plau am See ausgestellt.